# Pilodeudorix nobilis
Pilodeudorix nobilis är en fjärilsart som beskrevs av Otto Staudinger 1891. Pilodeudorix nobilis ingår i släktet Pilodeudorix och familjen juvelvingar. Inga underarter finns listade i Catalogue of Life.